# Gonypetella kilimandjarica kilimandjarica
Gonypetella kilimandjarica kilimandjarica es una subespecie de mantis de la familia Mantidae.

## Distribución geográfica
Se encuentra en Kenia, Congo, Tanzania, Uganda y  Zimbabue.